# ズデニェク・マーツァル
ズデニェク・マーツァル（チェコ語: Zdeněk Mácal チェコ語発音: [ˈzdɛɲɛk ˈmaːtsal]、1936年1月8日 - 2023年10月25日）は、チェコの指揮者、ブルノ生まれ。日本ではマーカル、マカール、ズデネク・マカルとも表記されている。

## 人物・来歴
チェコスロヴァキアにおいて有望視される若手指揮者としてデビューするが、1968年のソ連軍侵攻によって「プラハの春」が潰されると、ケルン放送交響楽団の首席指揮者に転身して西側への亡命を果たした。その後は渡米し、ミルウォーキー交響楽団やニュージャージー交響楽団の音楽監督を務める。シドニー交響楽団の首席指揮者も務めたが、演奏者や経営陣との衝突から、任期を削られた。2003年にチェコ・フィルハーモニー管弦楽団の首席指揮者に就任したが、2007年9月8日に退任。
2023年10月25日に死去。87歳没。

## エピソード等
- 日本のテレビドラマ『のだめカンタービレ』では、作中で「有名な指揮者」という設定のセバスチャーノ･ヴィエラの役を演じている[2]。